# C22orf15
C22orf15 (англ. Chromosome 22 open reading frame 15) – білок, який кодується однойменним геном, розташованим у людей на довгому плечі 22-ї хромосоми. Довжина поліпептидного ланцюга білка становить 148 амінокислот, а молекулярна маса — 16 487.
| 10         |  | 20         |  | 30         |  | 40         |  | 50         |
| ---------- |  | ---------- |  | ---------- |  | ---------- |  | ---------- |
| MFIKVMFGAG |  | CSVLVNTSCR |  | LVNLTAHLRQ |  | KAGLPPDATI |  | ALLAEDGNLV |
| SLEEDLKEGA |  | SRAQTMGNSL |  | LKERAIYVLV |  | RIIKGEDMAS |  | TRYESLLENL |
| DDHYPELAEE |  | LRRLSGLSSV |  | GHNWRKRMGT |  | RRGRHEQSPT |  | SRPRKGPD   |

A: Аланін

C: Цистеїн

D: Аспарагінова кислота

E: Глутамінова кислота

F: Фенілаланін

G: Гліцин

H: Гістидин

I: Ізолейцин

K: Лізин

L: Лейцин

M: Метіонін

N: Аспарагін

P: Пролін

Q: Глутамін

R: Аргінін

S: Серин

T: Треонін

V: Валін

W: Триптофан

Задіяний у такому біологічному процесі, як альтернативний сплайсинг. 